# Midden-orthodoxie
De term midden-orthodoxie (of: middenorthodoxie) geldt als verzamelbegrip dat in 1951 is geïntroduceerd door dr. Hendrikus Berkhof in diens boek De crisis der middenorthodoxie. Onder de midden-orthodoxie verstond men de gematigde hoofdstroom binnen de Nederlandse Hervormde Kerk (NHK) die na de Tweede Wereldoorlog ontstond. De midden-orthodoxe theologie wordt gekenmerkt door elementen uit de vooroorlogse ethische theologie en een bescheiden confessionalisme. Zij stond sterk onder invloed van de Zwitserse theoloog Karl Barth en diens dialectische theologie.
De midden-orthodoxe "modaliteit" was tot aan de opheffing van de NHK de meest invloedrijke. Van enige organisatie, zoals bij de confessionele (Confessionele Vereniging), de hervormd-gereformeerden (Gereformeerde Bond) en de vrijzinnigen (Vereniging van Vrijzinnig Hervormden) was echter geen sprake: men wilde vooral boven de partijen staan. Omdat de meeste hervormden geen lid waren van enige binnenkerkelijke vereniging en zich voornamelijk identificeerden met de (Hervormde) Kerk werden zij tot de midden-orthodoxie gerekend.
Hendrikus Berkhof, een van de belangrijkste hervormde theologen en hét gezicht van de midden-orthodoxie liet zich in zijn boek De crisis der middenorthodoxie overigens kritisch uit over sommige kenmerken van de midden-orthodoxie, zoals kleurloosheid en oppervlakkigheid.
De midden-orthodoxe hervormden waren grote pleitbezorgers van de oecumene en de liturgische vernieuwing binnen de NHK. Ook waren zij de motor achter het Samen op Weg-proces dat leidde tot de vorming van de Protestantse Kerk in Nederland (2004). De midden-orthodoxen vormen samen met ca. 740.000 leden de modern-gereformeerden de grootste modaliteit binnen de PKN. Een deel van de midden-orthodoxe predikanten vormt sinds 2000 de vereniging "Op Goed Gerucht".
In de jaren zeventig kreeg de modern-gereformeerde modaliteit de overhand binnen de synode van de Gereformeerde Kerken in Nederland. Deze modaliteit was het equivalent van de midden-orthodoxe modaliteit binnen de Nederlandse Hervormde Kerk. Tot halverwege de jaren jaren zestig was van een 'modern-gereformeerde modaliteit' nog geen sprake; tot die tijd waren de Gereformeerde Kerken in Nederland over de gehele linie zeer orthodox.